# 祖堂集
《祖堂集》，禪宗著作，記錄了禪師的語錄以及傳承，重要禪宗史學著作，也是現存最早的禪宗燈史著作之一。作者為南唐泉州招慶寺靜、筠兩位禪師，再經後世補完，共20卷本。此書在中國失傳，現存於高麗大藏經中，在20世紀初時被發現，重新印行。

## 歷史
本書最早是952年，在泉州招慶寺，由靜、筠兩位禪師編成一卷本。傳至高麗後，被增補成十卷的增廣本。最後由匡儁編成二十卷本印行，收入高麗大藏經補遺雜板中。

## 特色
它的特色是保留了許多口語。
景德傳燈錄中有許多的記載是源於此書，但經過修飾。